# Frans de Bruijn Kops
George François "Frans" de Bruijn Kops (Bengkulu, Índies Orientals Neerlandeses, 28 d'octubre de 1886 – La Haia, Holanda del Sud, 22 de novembre de 1979) va ser un futbolista neerlandès que va competir a començaments del segle xx. Jugà com a davanter i en el seu palmarès destaca una medalla de bronze en la competició de futbol dels Jocs Olímpics de Londres de 1908 i la Lliga neerlandesa de futbol de la temporada 1905-06.
A la selecció nacional jugà un total de 3 partits, en què no marcà cap gol.